# Renate Reinsve
Renate Hansen Reinsve [ˈrɛ̀nɑːtə ˈræ̀ɪnsvə], född 24 november 1987, är en norsk skådespelare från Solbergelva i tidigare Nedre Eikers kommun (numera i Drammens kommun). Hon vann pris som bästa skådespelerska vid Filmfestivalen i Cannes 2021 för sin roll som Julie i Joachim Triers komedifilm Världens värsta människa. Det var hennes debut som huvudrollsinnehavare på filmduken.

## Filmografi (i urval)
- 2011 – Oslo, 31 augusti
- 2012 – Kompani Orheim
- 2018 – Fenix
- 2021 – Världens värsta människa
- 2024 – A Different Man
- 2024 – Hanteringen av odöda
- 2024 – Presumed Innocent (TV-serie)
- 2024 – Armand
- 2025 – Sentimental Value